# Delphin Enjolras
Delphin Enjolras (13 de mayo de 1857 en Coucouron, Ardèche -1945 ) fue un pintor francés.
Enjolras estudió en la École de décoration de la Ville de Paris a las órdenes de Gaston Gerard. Más tarde, él y Pascal Adolphe Dagnan-Bouveret fueron alumnos de Jean-Léon Gérôme y Gustave Claude Etienne Courtois en la Escuela de Bellas Artes (París).
En 1889 Enjolras debutó en la Société des Artistes Français y se especializó en la pintura de paisaje. En 1890, Enjolras expuso en la primera exposición del Salón de París. Durante este tiempo abrió su primer taller en París. 
A partir del siglo XX Enjolras cambió su género por el retrato de mujeres. Las obras de Delphin Enjolras se exhiben fundamentalmente en el Musée du Puy y el Musée d'Avignon.

## Obra
- Le Billet Doux
- La Belle Fleur
- Le Bouquet
- Café Au Terrace
- Les Lampions
- La Lanterne
- La Lecture près de la Lampe
- La Lettre
- Un Moment de Reflexion
- Nude by Firelight
- A Nude Reclining by the Fire
- On the Terrace
- La Sieste
- Soir sur la Terrace à la Pergola
- La Toilette Hand

## Fuente
- Datos: Q733576
- Multimedia: Delphin Enjolras / Q733576